# 사이코 만키치
사이코 만키치(西光万吉, 1895년 4월 17일~1970년 3월 20일)는 전전(戦前) 일본의 부라쿠 해방(部落解放)을 위한 사회운동을 이끌었던 사회운동가이자 정치운동가이다. 본명은 기요하라 가즈타카(清原 一隆)로 사이코 만키치는 화가로 활동하던 당시의 필명이다.
전국 시대 이래 일본 국내에서 피차별 대상이었던 부라쿠민 출신으로써 그들의 사회적 지위 향상과 처우 개선을 위해 조직한 전국수평사(全国水平社) 설립의 중심인물로써 수평사의 상징 깃발인 가시관기의 의장을 고안하고 수평사선언(水平社宣言)을 기초한 인물이다. 사촌 동생이었던 가메모토 겐주로(亀本源十郎)도 수평사에서 활동하였다.

## 개요
일본 나라현(奈良県) 고세시(御所市)의 피차별부락(被差別部落)의 사원으로 정토진종 혼간지파(浄土真宗 本願寺派)에 속하는 사이코지(西光寺)에서 태어났다. 청년기 부라쿠민으로써 온갖 차별에 시달리며 학교를 전전하다 고향을 떠나서 화가를 지망하는 등 출신을 둘러싼 고민을 경험했던 그는 1918년 쌀 소동의 영향으로 동향 출신의 맹우인 사카모토 세이이치로(阪本清一郎, 훗날 사이코와 함께 수평사를 공동설립한다), 고마이 기사쿠(駒井喜作) 등과 함께 청년 운동, 사회 개조 운동에 몰두하였다. 이 무렵부터 많은 사회활동가들과 면회하기도 하였는데, 그 계기에 대해서 사이코 만키치는 만년에 「무슨무슨 주의자(主義者)는 부라쿠민을 차별하지 않았으니까」라는 단순한 이유였다고 술회하고 있다. 가가와 도요히코(賀川豊彦)의 사회주의 사상(크리스트교 사상), 사노 마나부(佐野学)의 공산주의 사상 등에 영향을 받아 전국수평사를 창설하기에 이른다.
1922년 2월 대일본평등회 창립대회에서 축사가 끝날 무렵 사이코 만키치는 연단에 서서 혼간지 승려의 축사 내용을 조목조목 따지며 기백 넘치는 연설을 했고, 분위기가 절정에 이르자 수평사 창립을 알리는 '삐라' 1만 장이 뿌려졌다. 대회장은 부락민들의 선전장이 된 셈이었다. 이 일로 3월 3일 교토에서 열린 수평사 창립식은 기대 이상의 성공을 거뒀고, 그 후 수평사는 대표적인 민권단체로 자리를 굳히게 되었다. 일본의 전국수평사는 마찬가지로 조선의 피차별 신분이던 백정들이 조선형평사를 조직해 백정에 대한 사회적 인식 개선과 처우 변화에 나서는 데에 영향을 주었으며, 조선형평사와 전국수평사가 공조하기도 하였다.
사이코 만키치는 노동농민당(労働農民党)、제2차 일본 공산당에도 참가하였으나 일본의 군국주의가 갈수록 심해지는 가운데 민족주의 성향을 띠기 시작하던 조선형평사가 일제의 탄압으로 1935년 해체당하고, 사이코 만키치 자신도 3·15 사건으로 검거되어 투옥되었고, 사상 전향을 강요당하였다. 결국 사이코는 전향서를 제출하고서야 가석방되었으며, 전국수평사 역시 우익 국수주의로 기울어 태평양 전쟁 중이던 1942년에는 아예 활동을 중지하였다. 국수주의에 경도된 사이코는 황국농민동맹(皇国農民同盟) 등 극우 단체를 지휘하기도 하였으며, 국가주의의 관점에서 대일본청년당(大日本青年党)과 협동하고 천황제 아래서의 부라쿠 의식(部落意識)의 해소를 도모한다는 「신생운동」(新生運動)을 일으켰다. 나아가 사카모토와 함께 이시카와 준주로(石川準十郎)의 대일본국가사회당(大日本国家社会党)에 입당해 국가사회주의 운동에도 가담하였다. 이러한 사이코 만키치의 융화주의적 자세는 「수평사」 시절의 사상과는 전혀 다른 것이었다.
제2차 세계대전 이후 일본 제국이 패망한 뒤, 사이코 만키치는 다시 한 번 일본의 재군비에 반대하였고 전쟁 지역 또는 빈곤 지역에 비무장집단 ｢화영대｣(和栄隊)를 파견해 「부전화영」(不戦和栄)을 호소하였다. 원자폭탄이나 수소폭탄 금지운동에도 가담하는 등 사회 운동에도 힘쓰는 것은 여전했지만, 부라쿠 문제에 관한 것은 없었고, 생애에 공적인 자리에서 부라쿠 해방운동에 투신했던 것을 포함한 자신의 반생을 회고할 기회도 없이 화가로써 여생을 보냈다.
후세에 사이코 만키치에 대한 평가는 부라쿠 해방 운동에 있어서 사이코 만키치의 수평사 선언이 주목되는 한편으로 사상 전향 뒤의 경력은 취급하지 않는 경향이 많다. 일본의 라디오 방송DJ이기도 했던 에이 로쿠스케(永六輔)는 1968년경 예능사(芸能史) 관련 취재로 사이코와 만난 적이 있는데 「혹시 당신이 그 수평사 선언을 쓰신 분이신가요?」(ひょっとしてあなたは、水平社宣言をお書きになった先生ですか)라는 질문에 사이코는 만면에 굉장히 곤혹스러워 하는 빛을 띄었다고 한다.

## 약력
- 1895년(메이지 28년) - 나라 현 미나미가쓰라기 군(南葛城郡) 와키가미 촌(掖上村, 지금의 고세 시)의 에지(穢寺, 피차별사원)였던 정토진종 혼간지파 사이코지(西光寺)의 장남으로 태어났다.
- 1901년(메이지 34년) - 와키가미 촌립 심상소학교(掖上村立尋常小学校)에 입학하였다. 어렸을 때부터 그림에 재능이 뛰어났다고 한다.
- 1905년(메이지 38년) - 고세 고등소학교(御所高等小学校) 입학
- 1909년(메이지 42년) - 나라 현립 우네비 중학교(畝傍中学校, 지금의 현립 우네비 고교) 입학
- 1911년(메이지 44년) - 교토시(京都市) 헤이안 중학교(平安中学校, 지금의 류코쿠 대학龍谷大学 부속 헤이안 고교平安高校)에 편입학、이듬해 중퇴。
- 1913년(다이쇼 2년) - 도쿄의 일본미술원(日本美術院)에서 일본화를 배우고 같은 해 일본 국민미술전람회(国民美術展覧会)에서 입상하였다.
- 1914년(다이쇼 3년) - 이과전(二科展) 입선. 이름을 자신의 생가를 따서 사이코 만키치(西光万吉)로 바꾸었다.
- 1916년(다이쇼 5년) - 사카모토 세이이치로와 공동생활에 들어 갔다.
- 1917년(다이쇼 6년) - 병으로 나라로 돌아옴.
- 1919년(다이쇼 8년) - 마을에서 『흑조회』(黒潮会, 가시와바라 청년공화단柏原青年共和団)을 발기하고 인도네시아의 술라웨시섬으로 이주를 시도하였다. 동향인 사카모토, 고마이가 참가하였다.
- 1920년(다이쇼 9년) - 가가와 도모히코의 초비조합(消費組合) 운동에 영향을 얻어 향리에서 사카모토가 제비 모임(燕会)을 발기하고 사이코는 초비조합부(消費組合部) 담당을 맡았다. 사회주의 동맹에 참가하였다.
- 1921년(다이쇼 10년) - 『특수부락민해방론』(特殊部落民解放論)의 저자인 사노 마나부(佐野学)와 만나기 위해 상경하였으며 돌아온 뒤에 사카모토, 고마이와 함께 사회주의 단체인 「청년동지회」(青年同志会)를 발족하고 수평사 창립을 준비하였다.
- 1922년(다이쇼 11년) - 오사카 시내 나카노지마 공회당(中之島公会堂)에서 개최한 대일본평등회(大日本平等会) 발회식(2월 21일)에서 수평사 창립의 취지를 널리 선전하였다. 3월 3일 교토 오카자키 공회당(岡崎公会堂)에서 전국수평사 창립대회를 열고 수평사 창립 선언(水平社創立宣言)을 발표하였다.
- 1924년(다이쇼 13년) - 일본농민조합(日本農民組合) 상임위원으로 취임해 주로 나라 현에서의 무산정당(無産政党) 조직화 활동에 나섰다.
- 1926년(다이쇼 15년) - 노동농민당(労働農民党) 결성에 참가해서 중앙위원으로 취임하였다.
- 1928년(쇼와 3년) - 일본공산당에 입당하였으나 3.15 사건으로 투옥되었다.
- 1933년(쇼와 8년) - 공산주의에서 전향해 가석방 된 뒤에 사카모토와 함께 『가두 신문』(街頭新聞)을 발간하였으며, 언론활동과 함께 대일본국가사회당(大日本国家社会党)에 입당하였다.
- 1939년(쇼와 14년) - 나라 현 의회회원으로 보차(補欠) 당선되었다.
- 1941년(쇼와 16년) - 주거지를 와카야마 현(和歌山県) 우치타 정(打田町, 지금의 기노카와시紀の川市)로 옮겼다.
- 1970년(쇼와 45년) - 와카야마 적십자 병원(和歌山赤十字病院)에서 사망. 향년 76세.

## 그밖에
- 유년기부터 회화의 재능을 타고났고, 일찍부터 갖가지 상을 받는 등 실력을 인정받았다. 만년에는 화가로서도 많은 작품을 남겼다.
- 청년 시절 전입학을 반복한 것은 교사와 급우 등으로부터 출신에 대한 차별 행위를 피하기 위해서였다고 한다. 이 같은 피차별 체험에 따른 도피의식은 훗날 술라웨시 이주 계획의 복선이 되기도 했다.
- 일본의 소설가 스미이 스에(住井すゑ)가 쓴 「다리가 없는 강」(橋のない川)에 등장하는 고모리 촌(小森村) 안양사(安養寺)라는 절집 자식인 무라카미 히데아키(村上秀昭, 히데본秀坊ん)의 모델이 되었다고 한다.
- 와카야마 현 기노카와 시의 자택터에 「부전화영(不戦和栄)의 비(碑) - 사이코 만키치가 영주하던 터」(不戦和栄の碑 - 西光万吉永住の地)라고 쓴 비석이 있다.
- 오사카 인권 박물관 내에 수평사 선언을 기념한 "사이코 만키치 기념실"이 마련되어 있다.

## 관련 서적
- 『西光万吉著作集』全4巻 （涛書房）
- 『西光万吉集』（解放出版社） ISBN 4-7592-4404-2
- 『戯曲・沢村辰之助』（『戯曲沢村辰之助』刊行委員会） ISBN 4-7592-5006-9
- 塩見鮮一郎『西光万吉の浪漫』（解放出版社） ISBN 4-7592-5011-5
- 吉田智弥『忘れさられた西光万吉 ― 現代の部落「問題」再考』（明石書店） ISBN 4-7503-1599-0
- 師岡佑行『西光万吉 ― 人と思想』（清水書院） ISBN 4-389-41110-1
- 宮橋國臣『至高の人 西光万吉 ― 水平社の源流・わがふるさと』（人文書院） ISBN 4-409-24062-5

## 같이 보기
- 부라쿠민
- 조선형평사
- 형평운동